# Kormusaari
Kormusaari är en ö i Finland. Den ligger i Finska viken och i kommunen Vederlax i den ekonomiska regionen  Kotka-Fredrikshamn i landskapet Kymmenedalen, i den södra delen av landet. Ön ligger omkring 42 kilometer öster om Kotka och omkring 160 kilometer öster om Helsingfors.
Öns area är 2 hektar och dess största längd är 220 meter i sydöst-nordvästlig riktning.